# Оріша
Оріша (з мови народу йоруба «дух») — назва божества у міфології йоруба.
Основними орішами у йоруба були Олокун — верховний бог, бог грому (громовик) Шанґо, бог бурь і вітрів (погоди) Ойа, богиня плодючості Ошун, божество ворожіння Іфа́; бог медицини і знахарства Осаньїн, богиня долі Елєда тощо.
Віра в оріш була занесена чорношкірими рабами у Новий світ, де стала однією з основ релігії вуду.

## Галерея

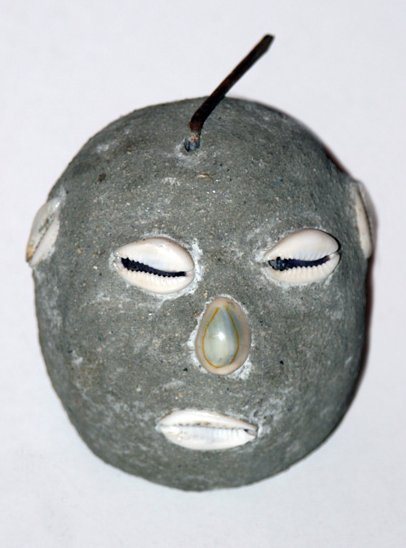
Eshu/Eleggua
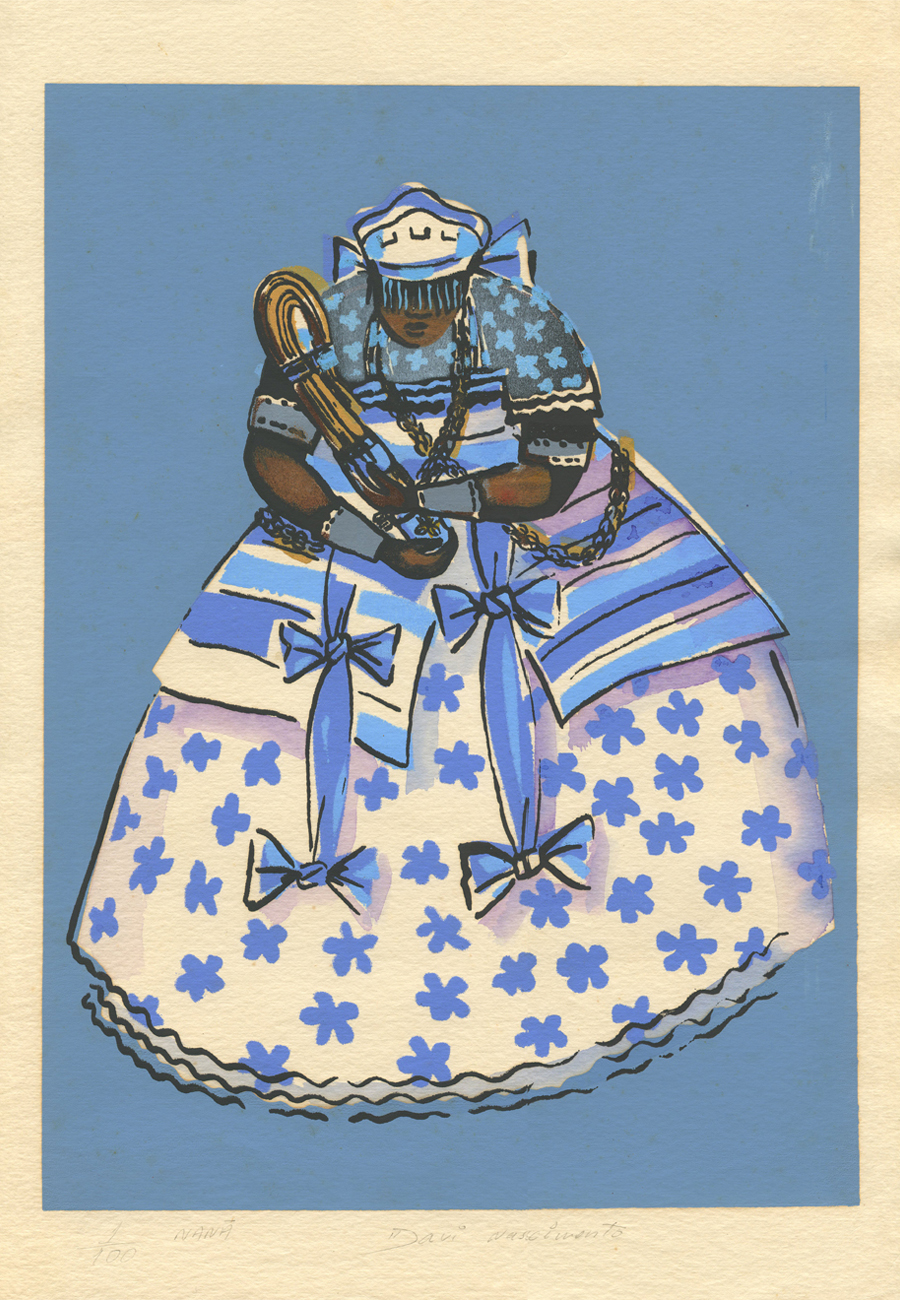
Nanã, The oldest Orixá in Candomblé
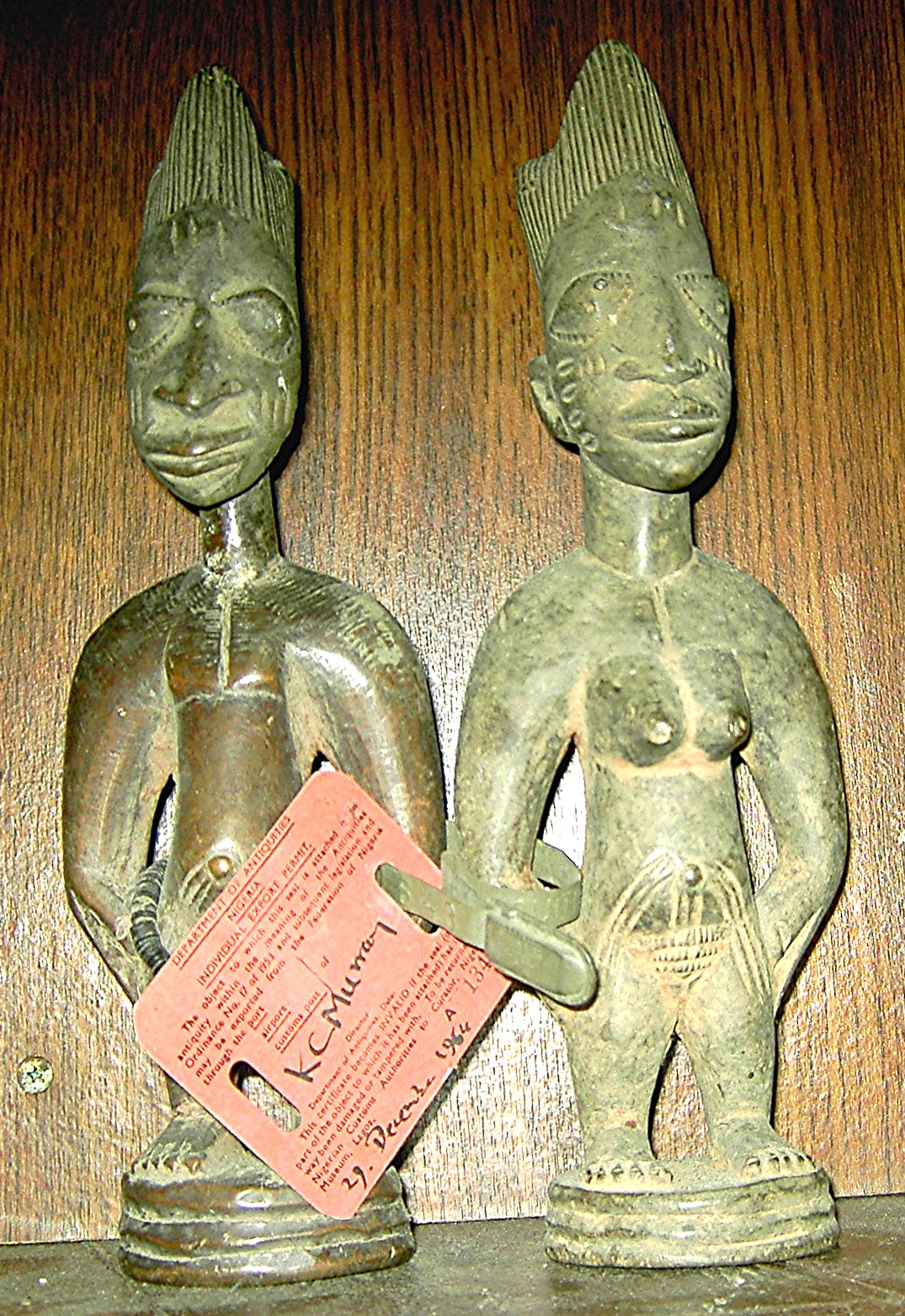
Pair of Ibeji
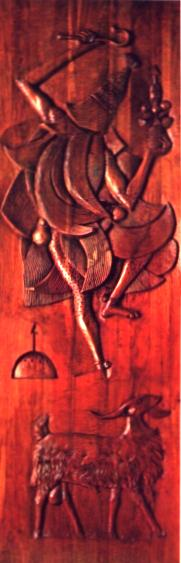
Babalu Aye/Omolú

## Джерело
- Мифологический словарь, М.: «Советская Энциклопедия», 1991 (рос.)